# 南聖堂
南聖堂（なんせいどう）は、中華人民共和国浙江省湖州市徳清県新市鎮南昌街の西側にある。南聖堂は漁民が魚神、蚕神、農神を祭るところである。

## 歴史
清の咸豊元年（1851年）に創建。民国13年（1924年）に南聖堂を修復した。
2013年5月、中華人民共和国国務院は南聖堂を全国重点文物保護単位に認定した。